# Voix intérieure
Pour le langage intérieur, voir Endophasie.
 (juillet 2024).
Si vous disposez d'ouvrages ou d'articles de référence ou si vous connaissez des sites web de qualité traitant du thème abordé ici, merci de compléter l'article en donnant les références utiles à sa vérifiabilité et en les liant à la section « Notes et références ».
Au cinéma, la voix intérieure désigne un monologue qui n'est pas prononcé par un personnage mais qui exprime ses pensées au moment de la scène. Elle se distingue de la voix off qui est, elle, le commentaire d'un narrateur.
Woody Allen utilise par exemple des voix intérieures dans un passage d'anthologie de Annie Hall lorsque Annie (Diane Keaton) et Alvy (Woody Allen) discutent sur le toit de l'appartement de celle-ci le jour de leur première rencontre.
On considère que l'inventeur de ce procédé fut le cinéaste Alfred Hitchcock qui l'utilisa pour la première fois dans son troisième film parlant : Meurtre (1930) lors d'une scène où le personnage de John Menier (Herbert Marshall) se rase en écoutant le prélude de Tristan und Isolde de Richard Wagner : à-là, on entend sa voix intérieure exprimer ses sentiments...
En littérature, le monologue intérieur est une des constantes du Nouveau Roman.